# Außenraum
Als Außenraum bezeichnet man in der Architektur einen definierten Raum, der nicht vor Witterungseinflüssen geschützt ist. „Der Außenraum (…) setzt sich aus dem architektonischen Raum und dem Landschaftsraum zusammen und reicht bis zur Siedlungsgrenze. Im Außenraum lassen sich aus funktionaler und architektonischer Sicht Fassaden, Durchgangsräume (Hauszugänge, Wegeführungen), wohnungsbezogene Freiflächen (Terrassen, Loggien, Mietergärten) und kollektive Freiflächen (Wiesen, Spielplätze, Distanzgrün) unterscheiden.“ Städtebaulich gesehen können Hof, Platz und Park hinzugezählt werden.
Der architektonische Außenraum ist wie der architektonische Innenraum nicht die bloße physikalische Gegebenheit, sondern Gegenstand und Gestaltungsraum besonderer architektonischer Disziplinen. Die architektonische Gestaltung des Außenraums ergibt sich aus dem Gebäudeschnitt, der Fassadengestaltung, dem Lichtdesign, der Garten- und Landschaftsarchitektur, der Landschaftsplanung und der Stadtplanung. Im Idealfall wird zwischen dem Bauwerk dem Außenraum und der Siedlungslandschaft eine atmosphärisch günstige Verbindung geschaffen: „Außenräume stellen den physischen Rahmen, in dem sich Prozesse der individuellen Wahrnehmung, des Erlebens und Verhaltens und des sozialen Lebens vollziehen, bereit. Das Konzept des „Atmosphärischen“ integriert darüber hinaus die Merkmale des physischen Raums auf der einen Seite und die Rezeption des Raums durch den Menschen auf der anderen Seite.“
Vergleichbar, aber nicht deckungsgleich, wird in der Landschaftsplanung der Begriff Freiraum und in der Stadtplanung der Begriff Öffentlicher Raum verwendet.